# Sicilian aubade
Sicilian aubade is een compositie van John Foulds.
Foulds schreef het werk waarschijnlijk tijdens zijn verblijf op het eiland Sicilië. Hij was daar samen met zijn vrouw Maud MacCarthy (later Omananda Puri genaamd). Rond die periode vloeide ook Isles of Greece uit zijn pen. Foulds voorzag zijn aubade van een voorwoord:
"Over the blue Sicilian waves, toward the enchanted Isles of Greece, the sky grows pink and golden in the dawn, the snows on Etna gleam and scintillate, the muleteer descends the mountain road. Soon all is colou, vibrant, glowing, magical – the peasant troils a stave to his inamorata".
De muziek wordt ingedeeld in de categorie lichte muziek, recht tegenover de veel modernere muziek die ook van Foulds’ hand kwam. Het werk is opgedragen aan de dansechtpaar Alexander Sakharoff en Clotilde von Derp, die het als ballet hebben uitgevoerd.  